# Torneo de New Haven 2010
El Torneo de New Haven es un evento de tenis que se disputa en New Haven, Estados Unidos,  se juega entre el 23 y 28 de agosto de 2010.

## Campeones

### Individuales Masculino
Sergiy Stakhovsky vence a  Denis Istomin, 3–6, 6–3, 6–4.

### Individuales Femenino
Caroline Wozniacki vence a  Nadia Petrova 6–3, 3–6, 6–3.

### Dobles Masculino
Robert Lindstedt /  Horia Tecău vencen a  Rohan Bopanna /  Aisam-ul-Haq Qureshi, 6–4, 7–5.

### Dobles Femenino
Květa Peschke /  Katarina Srebotnik vencen a  Bethanie Mattek-Sands /  Meghann Shaughnessy, 7–5, 6–0.